# Henderson (West Virginia)
Henderson is een plaats (town) in de Amerikaanse staat West Virginia, en valt bestuurlijk gezien onder Mason County.

## Demografie
Bij de volkstelling in 2000 werd het aantal inwoners vastgesteld op 325.
In 2006 is het aantal inwoners door het United States Census Bureau geschat op 313, een daling van 12 (-3.7%).

## Geografie
Volgens het United States Census Bureau beslaat de plaats een oppervlakte van
1,2 km², waarvan 1,1 km² land en 0,1 km² water.

## Plaatsen in de nabije omgeving
De onderstaande figuur toont nabijgelegen plaatsen in een straal van 20 km rond Henderson.